# Claudio Acquaviva
Claudio Acquaviva (Atri, 14 de setembro de 1543 — Roma, 31 de janeiro de 1615), foi um padre jesuíta italiano, quinto superior geral no período de 1581 a 1615.
Durante a sua gestão viu triplicar o número dos membros da Ordem (13 mil) e o surgimento de santos como São Luís de Gonzaga e São Roberto Belarmino. Compilou a "Ratio Studiorum" para os colégios jesuítas e ordenou o "Directorium" para os Exercícios Espirituais.

## Juventude e família
Claudio Acquaviva nasceu em Atri, Abruzzo, filho de Giovanni Antonio Acquaviva d'Aragona, 9º Duque de Atri, descendente de uma família nobre ilustre da corte de Nápoles por seu patrocínio à cultura humanista. Seu avô, Andrea Matteo Acquaviva (1456–1528), era um condottiere e humanista cujo irmão Belisario Acquaviva (1464–1528), duque de Nardo, também era um notável homem de letras. Alguns textos mais antigos, incluindo os ilustrados neste artigo, soletram seu nome Aquaviva.
Após estudos iniciais de humanidades (latim, grego e hebraico) e matemática, ele estudou Jurisprudência em Perugia, e então foi nomeado Chamberlain Papal pelo Papa Pio IV.
Ele tinha ouvido falar da Companhia de Jesus por meio de sua amizade com Francis Borgia e Juan de Polanco. Ele ficou particularmente impressionado com as obras dos primeiros companheiros durante a peste de 1566 e decidiu ingressar na Ordem em 1567. Com a bênção de Pio V, pediu ao então Superior geral, Francis Borgia, que fosse admitido ao noviciado. Depois de completar seus estudos, ele logo recebeu cargos de importante responsabilidade, seus dons administrativos marcando-o para os cargos mais altos. Ele logo se tornou o superior provincial de Nápoles e depois de Roma; e durante esse cargo ele se ofereceu para se juntar à missão jesuíta na Inglaterra que partiu sob Robert Parsons na primavera de 1580.
Seu sobrinho, o missionário jesuíta e mártir Rodolfo Acquaviva (1550-1583), foi inspirado a ingressar na Companhia de Jesus aos dezessete anos pelo exemplo de Cláudio, que tinha vinte e cinco anos quando ingressou no ano anterior em 1567.

## Congregação Geral IV
Com a morte de Everard Mercurian em 1 de agosto de 1580, a Quarta Congregação Geral foi convocada para 7 de fevereiro de 1581. Acquaviva foi eleito o próximo Superior Geral, com então apenas 37 anos, para grande surpresa de Gregório XIII. No entanto, o extraordinário sentido de governo que demonstrou - em particular quando a sua liderança foi questionada -, a contínua vitalidade apostólica dos Jesuítas, bem como o aumento regular do número de membros que veio à Sociedade durante o seu longo generalato, justificou abundantemente os votos dos eleitores.

## Conquistas como gerais
Em sua primeira carta Sobre o feliz aumento da Sociedade (25 de julho de 1581), ele trata das qualificações necessárias para os superiores e indica que o governo deve ser dirigido não pelas máximas da sabedoria humana, mas pelas da prudência sobrenatural. Ele sufocou com sucesso uma revolta entre os jesuítas espanhóis, que foi apoiada por Filipe II, e ele fez uso nesta questão de Parsons. Em um caso muito raro de convocação de uma Congregação geral imposta a um Superior geral (CG V, de 1593), os caminhos ou o trabalho de Aquaviva foram fortemente desafiados, mas sua abertura e genuína humildade conquistaram o coração dos delegados e ele saiu da provação completamente justificado. Uma tarefa mais difícil foi a gestão de Sisto V, que era hostil à Sociedade. Com tato e ousadia consumados, Acquaviva conseguiu jogar o rei contra o papa e Sisto contra Filipe. Por motivos de prudência, ele silenciou Juan de Mariana, cuja doutrina sobre o tiranicídio havia produzido profunda indignação na França; e ele também parece ter desacreditado a ação dos jesuítas franceses em favor da Liga, e foi assim capaz de assegurar sólidas vantagens quando Henrique IV venceu a confederação.
Durante seu período como Geral, as já mundiais Missões Jesuítas cresceram na Índia e no Japão e foram estabelecidas na China, sob a liderança de Alessandro Valignano. Acquaviva viu missões estabelecidas no Paraguai e no Canadá e as promoveu em toda a Europa protestante, em particular para recusantes ingleses durante a era elisabetana.

## TheRatio Studiorum

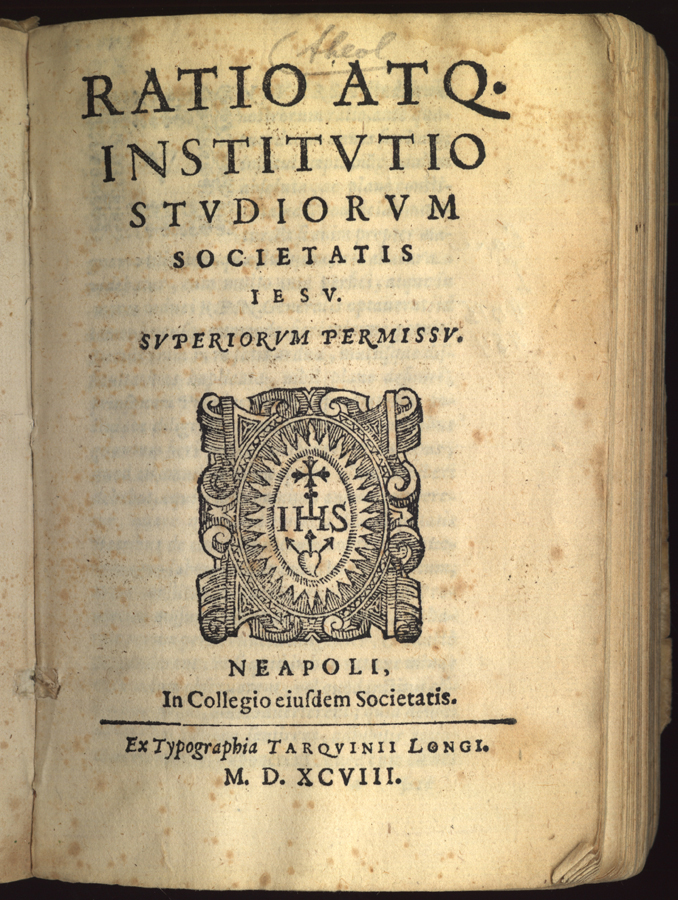
A primeira edição publicada deste clássico da pedagogia humanista jesuíta, Nápoles, 1598

A ele se deve a promulgação da Ratio atque institutio studiorum (1586), que reúne anos de experiência no campo da educação e os encaminha para um 'sistema jesuíta de educação'. Mas os dominicanos o denunciaram à Inquisição, e foi condenado tanto na Espanha quanto em Roma, por causa de algumas opiniões sobre as doutrinas tomistas da promoção física divina em causas secundárias e predestinação. Os capítulos incriminados foram retirados na edição de 1591. Nas acirradas disputas que surgiram entre os teólogos jesuítas e os dominicanos a respeito da graça, Acquaviva conseguiu, sob Clemente VIII e Paulo V, para salvar seu partido de uma condenação que antes parecia provável.

## Fortiter in re, suaviter in modo

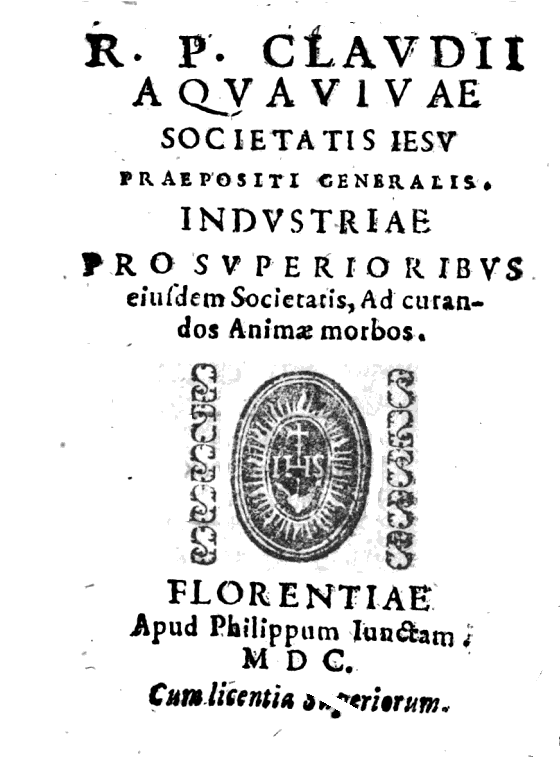
O manual de Acquaviva para diretores espirituais jesuítas foi publicado na editora Giuntine, em Florença, 1600. Contém seu dito jesuíta: Fortiter in re suaviter in modo

Acquaviva escreveu em Industriae ad curandos animae morbos (Curar as doenças da alma, §2, 4) sobre a interação com os outros que não se deve comprometer em substância (isto é, a fé cristã), mas deve apresentar o assunto de maneira gentil, isto é, fortiter in re, suaviter in modo. Essa frase, que significa "resoluto na execução, gentil nos modos" ou "vigoroso nos atos, gentil nos modos", desde então se tornou uma frase famosa que também é usada como lema de várias organizações.

## Morte e legado
Claudio Acquaviva morreu em Roma em 1615, deixando a Sociedade quase triplicada de tamanho e numerando 13 000 membros em 550 casas e 15 províncias. A influência subsequente exercida pelos Jesuítas, em sua época de ouro, deveu-se em grande parte à política previdente de Acquaviva, que é sem dúvida um dos maiores Superiores.